# لبنان (پنسیلوانیا)
لبنان (به انگلیسی: Lebanon) شهری در ایالت پنسیلوانیا کشور ایالات متحده آمریکا است که جمعیت آن در سرشماری سال ۲۰۱۰ میلادی، ۲۵٬۴۷۷ نفر بوده‌است.